# Карамала (приток Дёмы)
Карамала (баш. МФА: Ҡарамалыо файле; устар. Яйккула) — река в России, протекает в Республике Башкортостан, Альшеевский район. Устье реки находится в 297 км по левому берегу реки Дёмы. Длина реки составляет 18 км.
От истока недалеко от нежилой д. Давлетово до впадения р. Кузя и другого крупного притока — сезонная река, текущая по суходолу.

## Данные водного реестра
По данным государственного водного реестра России относится к Камскому бассейновому округу, водохозяйственный участок реки — Дёмы от истока до водомерного поста у деревни Бочкарёва, речной подбассейн реки — Белая. Речной бассейн реки — Кама.
По данным геоинформационной системы водохозяйственного районирования территории РФ, подготовленной Федеральным агентством водных ресурсов:
- Код водного объекта в государственном водном реестре — 10010201312111100024731
- Код по гидрологической изученности (ГИ) — 111102473
- Код бассейна — 10.01.02.013
- Номер тома по ГИ — 11
- Выпуск по ГИ — 1